# Fat Pipe
Fat Pipe är ett finskt företag, grundat 1996, som tillverkar innebandyklubbor och diverse innebandytillbehör.